# Список пресмыкающихся Финляндии
Список пресмыкающихся Финляндии — список рептилий, обитающих на территории Финляндии. Общее число видов, которые водятся площади данной страны — пять.

## ОтрядЯщерицы(Sauria)
- Семейство Веретенициевые (Anguidae)
  - Род Веретеницы (Anguis)
    - Вид Веретеница ломкая, или Медяница (Anguis fragilis);
- Семейство Настоящие ящерицы (Lacertidae)
  - Род Лесные ящерицы[1]
    - Вид Живородящая ящерица (Zootoca vivipara);

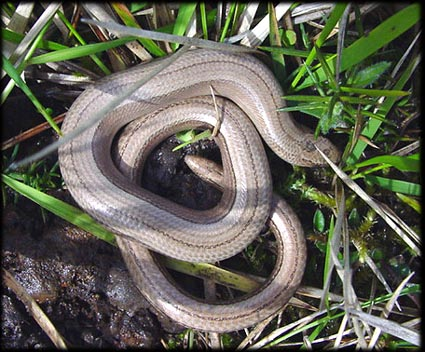
Веретеница ломкая
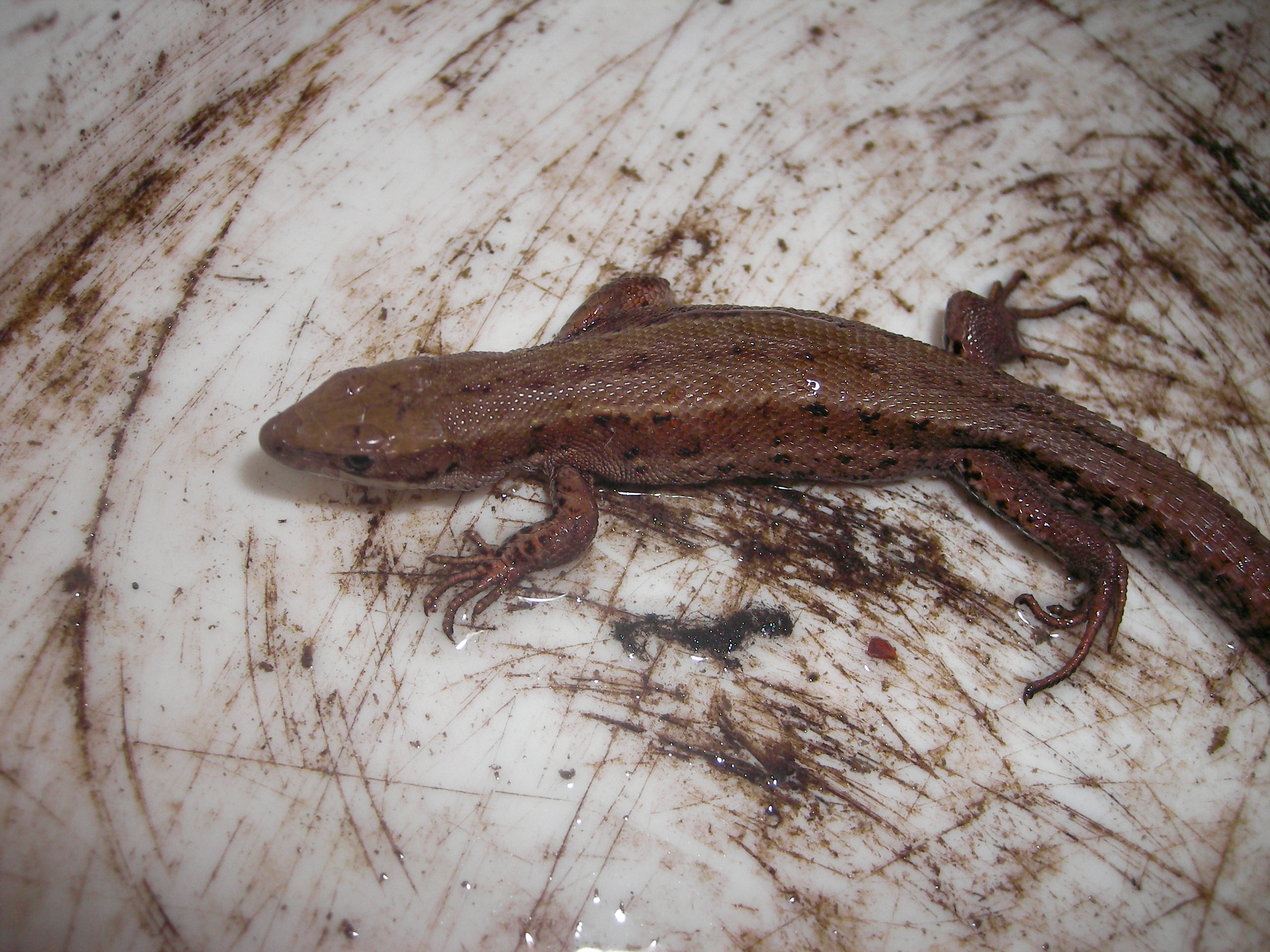
Живородящая ящерица

## ОтрядЗмеи(Serpentes)
- Семейство Ужеобразные (Colubridae)
  - Род Медянки (Coronella)
    - Вид Обыкновенная медянка (Coronella austriaca);

  - Род Настоящие ужи (Natrix)
    - Вид Обыкновенный уж (Natrix natrix);
- Семейство Гадюковые змеи, или гадюки (Viperidae)
  - Род Гадюки, или настоящие гадюки (Vipera)
    - Вид Обыкновенная гадюка (Vipera berus);

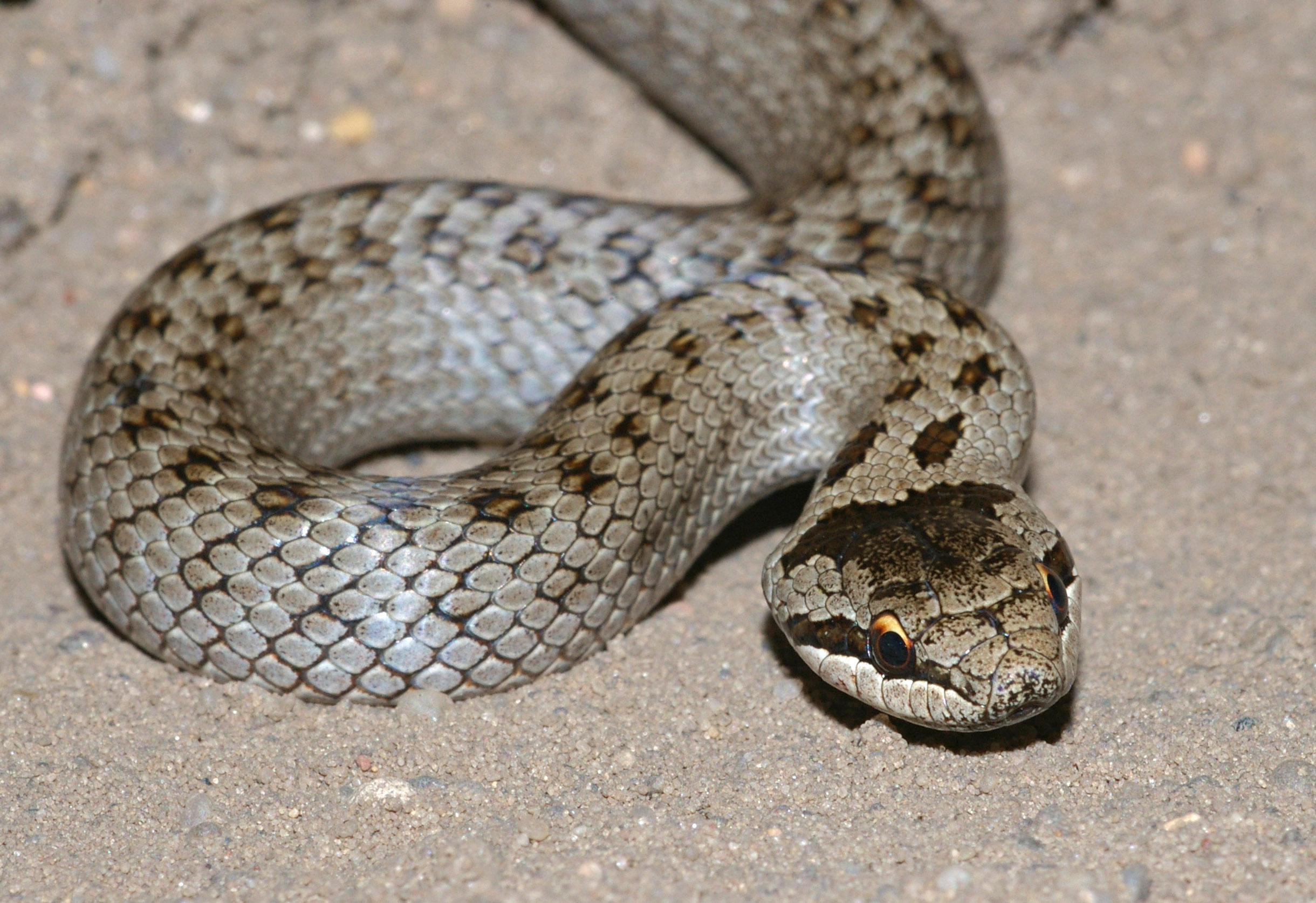
Обыкновенная медянка
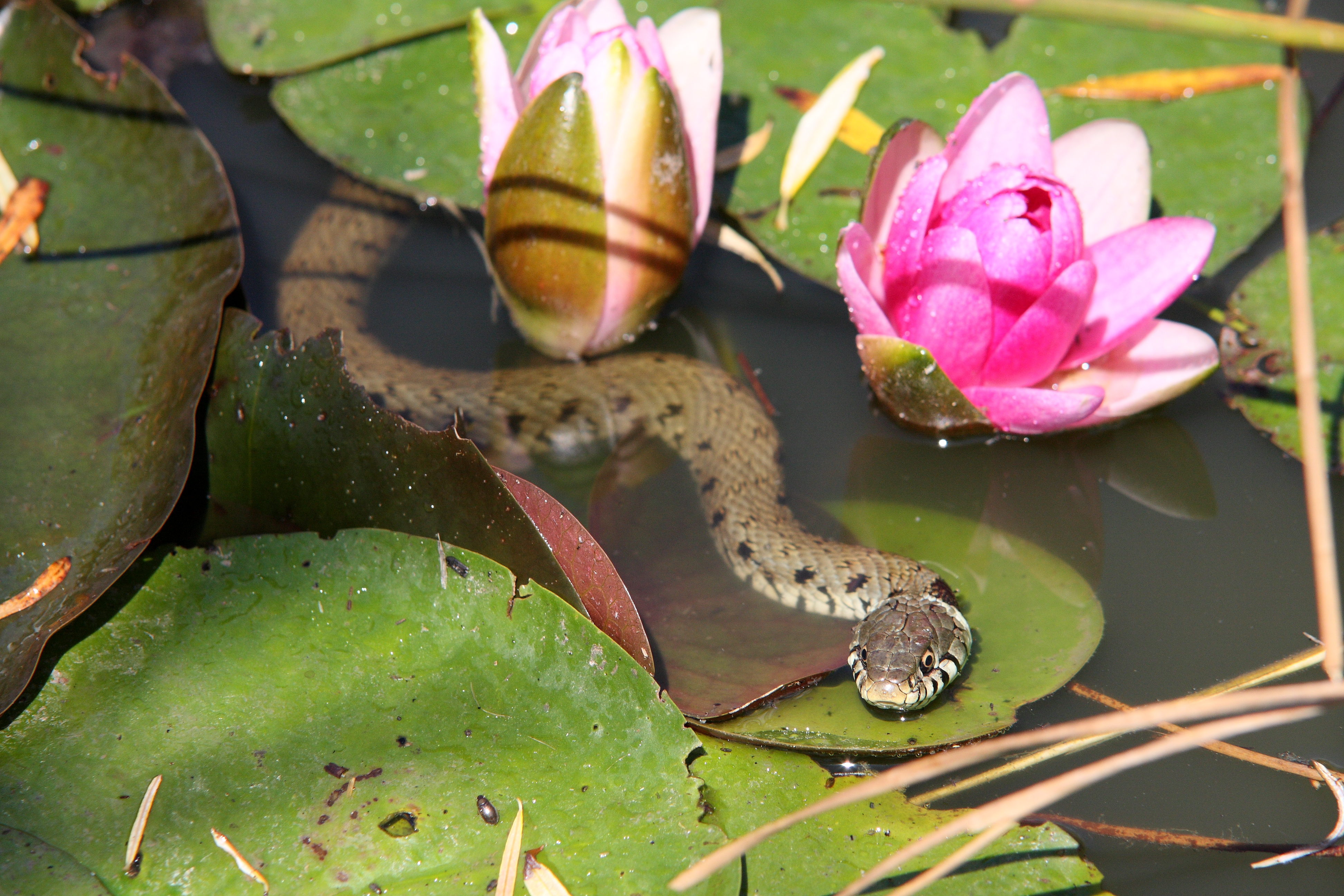
Обыкновенный уж
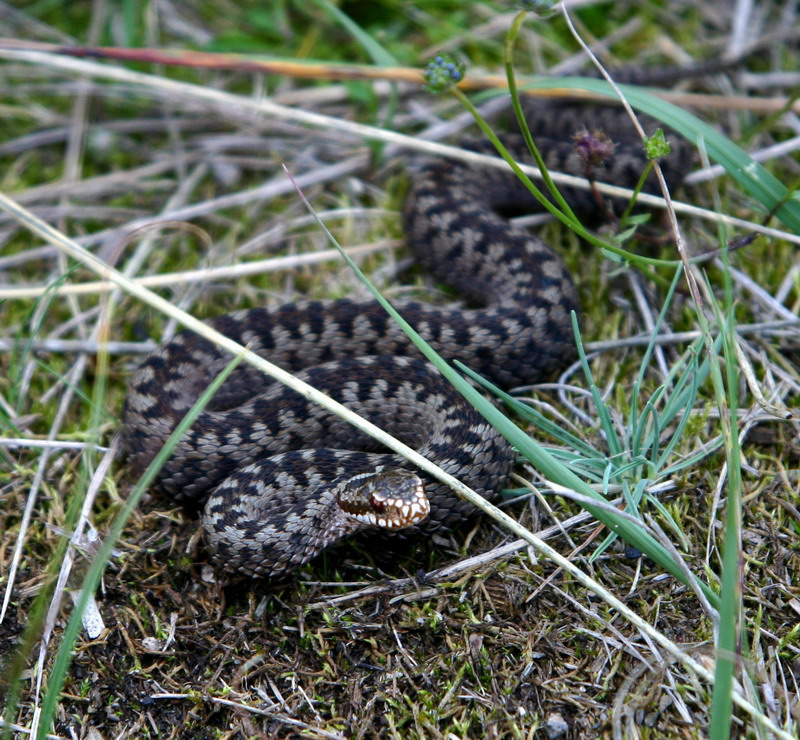
Обыкновенная гадюка